# WrestleMania (1985)
WrestleMania var det første WrestleMania-show produceret af World Wrestling Federation. Det fandt sted 31. marts 1985 fra Madison Square Garden i New York, USA, hvor der var 19.121 tilskuere. Begivenheden blev set af mere end en million fans i USA og var starten på rock 'n' roll-wrestlingen, som førte wrestling- og musikindustrien sammen. Der blev ligeledes vist kampe på MTV som optakt til showet.  
Der foregik ni kampe ved den første WrestleMania, og showets main event var en tagteam-kamp, hvor Hulk Hogan og Mr. T mødte Roddy Piper og Paul Orndorff. Denne kamp blev kåret af Pro Wrestling Illustrated til at være Match of the Year i 1985.

## Resultater
- Tito Santana besejrede The Executioner
- King Kong Bundy (med Jimmy Hart) besejrede Special Delivery Jones
- Ricky Steamboat besejrede Matt Borne
- David Sammartino (med Bruno Sammartino) kæmpede uafgjort mod Brutus Beefcake (med Johnny Valiant)
  - Begge wrestlere blev diskvalificeret.
- WWF Intercontinental Championship: Junkyard Dog besejrede Greg Valentine (med Jimmy Hart) 
  - Valentine blev talt ud og dermed disvalificeret, hvilket betød, at Junkyard Dog ikke vandt titlen fra Valentine.
- WWF World Tag Team Championship: Nikolai Volkoff og The Iron Sheik (med Freddie Blassie) besejrede U.S. Express (Mike Rotundo og Barry Windham) (med Lou Albano)
  - Volkoff og The Iron Sheik vandt dermed VM-bælterne.
- André the Giant besejrede Big John Studd (med Bobby Heenan)
  - Denne kamp var en speciel $15,000 Body Slam Challenge
- WWF Women's Championship: Wendi Richter (med Cyndi Lauper) besejrede Leilani Kai (med The Fabulous Moolah)
- Hulk Hogan and Mr. T (med Jimmy Snuka) besejrede Roddy Piper og Paul Orndorff (med Cowboy Bob Orton)
  - Muhammad Ali var dommer ved ringside

| Sport | Spire Denne artikel om sport er en spire som bør udbygges. Du er velkommen til at hjælpe Wikipedia ved at udvide den. |